# لويس ريفيرا (لاعب كرة قدم)
لويس ريفيرا (بالإنجليزية: Wilfredo Rivera)‏ هو لاعب كرة قدم أمريكي، ولد في 14 أكتوبر 2003 في سان خوان في بورتوريكو.

## وصلات خارجية
- لويس ريفيرا (لاعب كرة قدم) على موقع قاعدة بيانات كرة القدم.إي يو (الإنجليزية)
- لويس ريفيرا (لاعب كرة قدم) على موقع ناشيونال فوتبول تيمز (الإنجليزية)
- لويس ريفيرا (لاعب كرة قدم) على موقع Soccerway.com (الإنجليزية)